# Pont Europa
El Pont Europa o Pont del Brenner (en alemany, Europabrücke o Brennerbrücke) és un viaducte de 777 metres que abasta 657 metres sobre la vall de Wipp just al sud de la ciutat d'Innsbruck, a l'estat del Tirol, Àustria. La Autobahn A13 Brenner (ruta europea E45) passa per sobre del riu Sill, i forma part de la ruta principal des de l'oest d'Àustria a Itàlia al llarg del Tirol del Sud, travessant els Alps. També és part de l'autopista principal entre el sud-est d'Alemanya i el nord d'Itàlia.

## Característiques
La distància més llarga entre els eixos és de 198 m. Construït entre 1959 i 1963, durant un temps va ser el pont més alt d'Europa, ja que s'eleva 190 metres (620 peus) sobre el nivell del sòl. El viaducte Itàlia el va substituir en aquest títol el 1974.

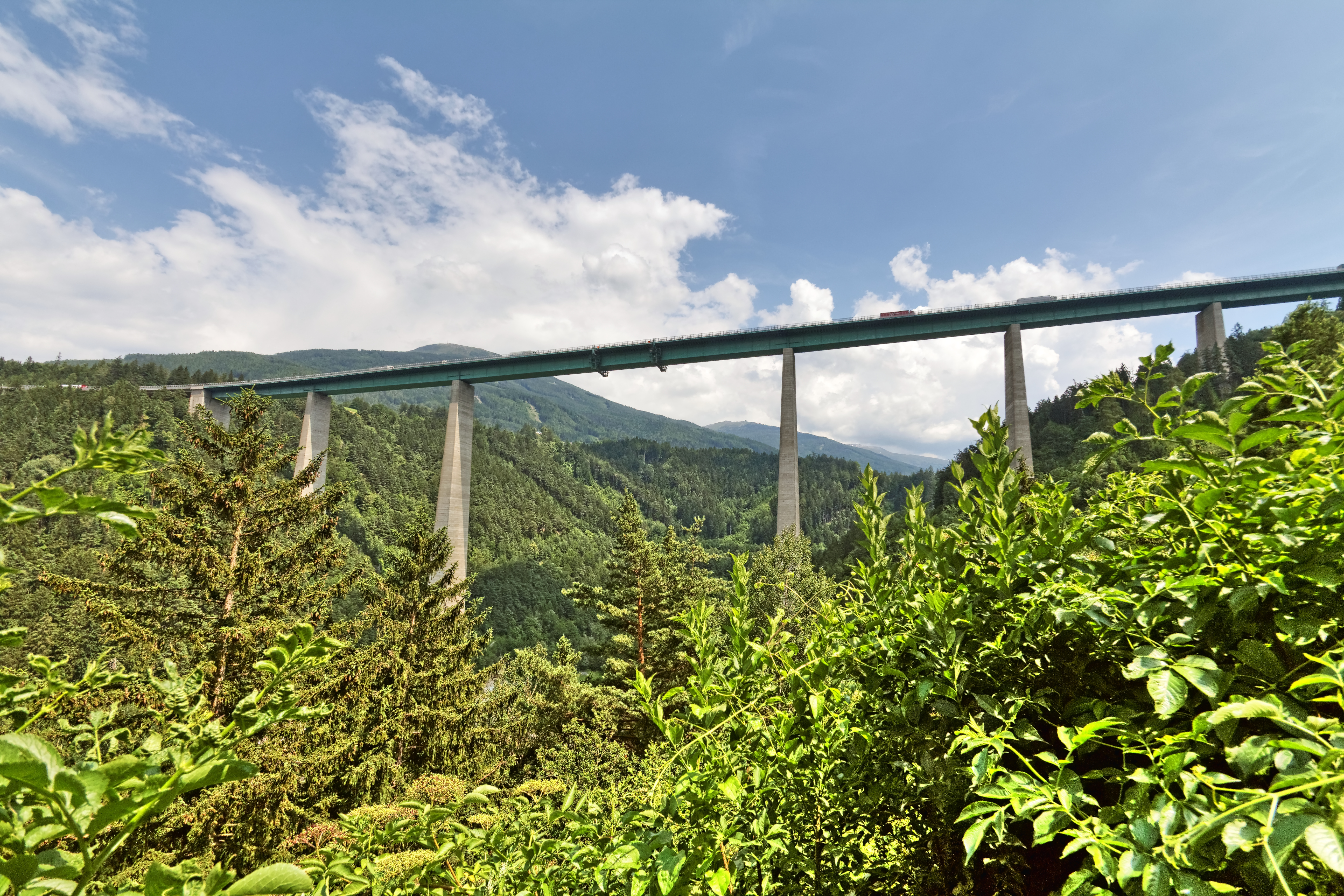
Pont d'Europa el 2013